# فريدريك كارل
فريدريك كارل (بالإنجليزية: Frederick Karl)‏ هو كاتب سير ومؤرخ أمريكي، ولد في 1927 في بروكلين في الولايات المتحدة، وتوفي في 30 أبريل 2004 في مانهاتن في الولايات المتحدة.

## وصلات خارجية
- فريدريك كارل على موقع أرشيف الشارخ.